# Cesare Pavese

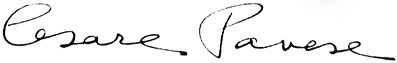
Firma di Cesare Pavese

Cesare Pavese (Santo Stefano Belbo, 9 settembre 1908 – Torino, 27 agosto 1950) è stato uno scrittore, poeta, traduttore e critico letterario italiano, tra i più influenti e rappresentativi della sua epoca.

## Biografia

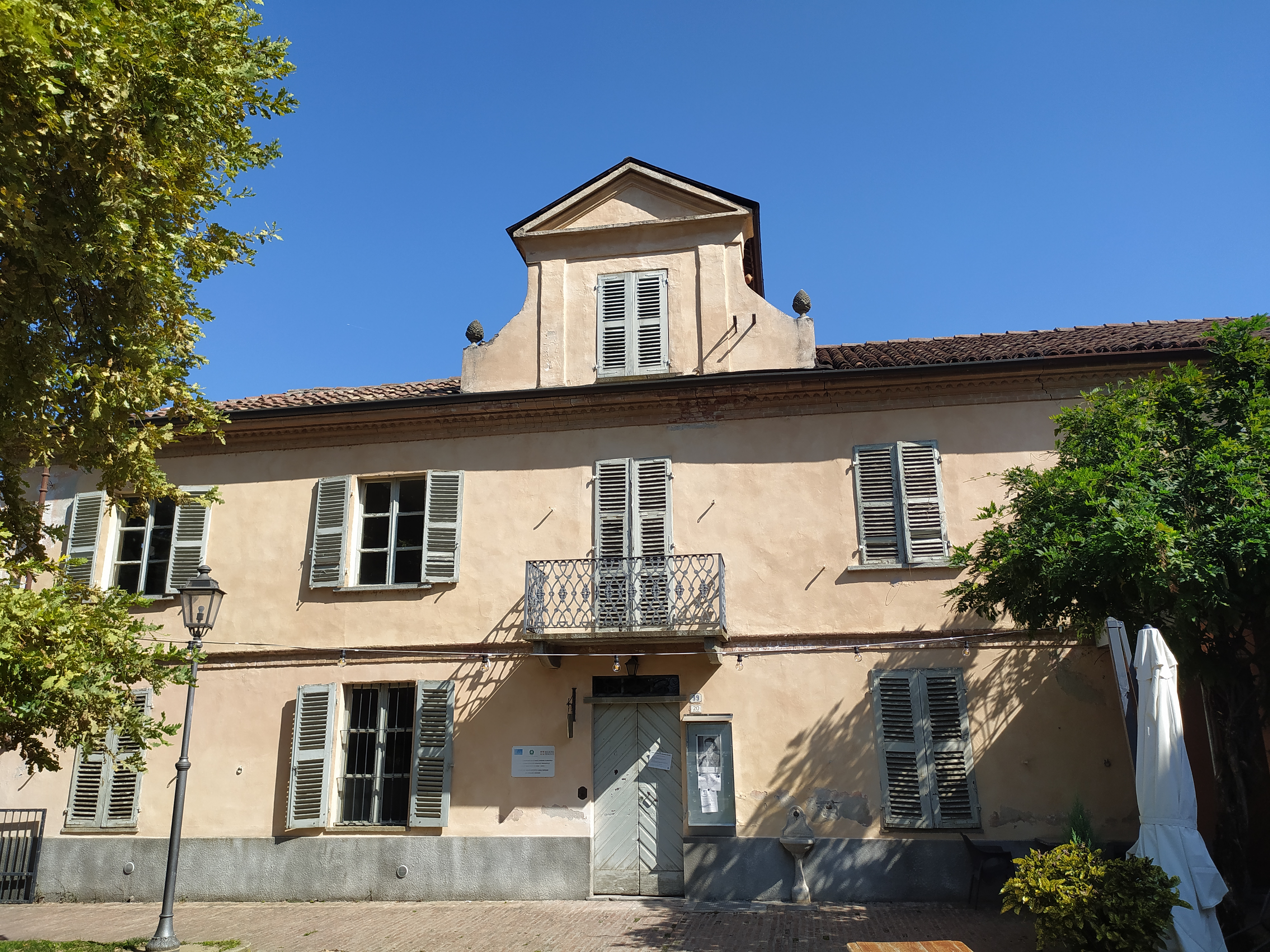
Casa natale di Pavese a S. Stefano Belbo

Cesare Pavese nacque quinto e ultimogenito a Santo Stefano Belbo, un paesino delle Langhe situato nella provincia di Cuneo, presso il cascinale di San Sebastiano, dove la famiglia soleva trascorrere le estati, il 9 settembre del 1908. Il padre, Eugenio Pavese, originario anch'egli di Santo Stefano Belbo, era cancelliere presso il Palazzo di Giustizia di Torino, dove risiedeva con la moglie, Fiorentina Consolina Mesturini, proveniente da una famiglia di abbienti commercianti originari di Ticineto (in provincia di Alessandria), e la sorella maggiore Maria (nata nel 1902), in un appartamento in via XX Settembre al civico 79.
Malgrado l'agiatezza economica, l'infanzia di Pavese non fu felice: una sorella e due fratelli, nati prima di lui, erano morti prematuramente. La madre, di salute cagionevole, dovette affidarlo, appena nato, a una balia del vicino paese di Montecucco e poi, quando lo riprese con sé a Torino, a un'altra balia, Vittoria Scaglione.
Il padre morì di cancro al cervello il 2 gennaio del 1914; Cesare aveva cinque anni. Come è stato scritto, «c'erano già tutti i motivi – familiari e affettivi – per far crescere precocemente il piccolo Cesare [...] per una preistoria umana e letteraria che avrebbe accompagnato e segnato la vita dello scrittore». La madre, di carattere autoritario, dovette allevare da sola i due figli: la sua educazione rigorosa contribuì ad accentuare il carattere già introverso di Cesare.

### Gli studi

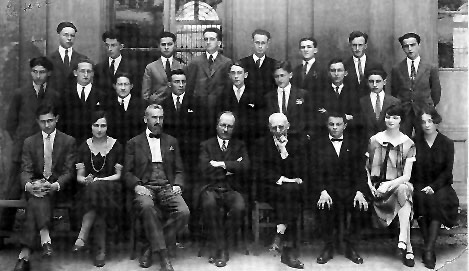
Cesare Pavese, il primo a sinistra in seconda fila, studente del Liceo D'Azeglio di Torino, nel 1923

Nell'autunno dello stesso 1914, la sorella si ammalò di tifo e la famiglia dovette rimanere a Santo Stefano Belbo, dove Cesare frequentò la prima elementare; le altre quattro classi del ciclo le compì a Torino nell'istituto privato "Trombetta" di via Garibaldi. Come scrive Armanda Guiducci, «S. Stefano fu il luogo della sua memoria e immaginazione; il luogo reale della sua vita, per quarant'anni, fu Torino». Lungo lo stradone che da Santo Stefano Belbo porta a Canelli, nella bottega del falegname Scaglione, Cesare conobbe Pinolo, il più piccolo dei figli del falegname, che descriverà in alcune opere, soprattutto La luna e i falò (come Nuto), e a cui rimarrà sempre legato.
Nel 1916 la madre, non riuscendo più a sostenere la gestione dei mezzadri e le spese, decise di vendere la cascina di Santo Stefano e di comprare una casa nella località di Reaglie, sulla collina di Torino. Per tutti gli anni di scuola, fino alla morte della madre nel 1930, Pavese abiterà con lei in via Ponza 3, nei pressi di Piazza Solferino a Torino e, nei mesi estivi, a Reaglie.
A Torino Cesare frequentò il ginnasio inferiore (le attuali scuole medie) presso l'Istituto Sociale dei Gesuiti, nella prima sede di via Arcivescovado angolo via Arsenale, poi nel 1921 si iscrisse alla sezione "moderna", che non prevedeva lo studio della lingua greca, del ginnasio-liceo Massimo D'Azeglio. Incominciò ad appassionarsi alla letteratura, in particolare ai romanzi di Guido da Verona e di Gabriele D'Annunzio. Con il compagno di studi Mario Sturani incominciò un'amicizia durata tutta la vita e prese a frequentare la Biblioteca Civica, scrivendo i primi versi.
Nei tre anni del liceo, nella sezione B, ebbe come insegnante di italiano e latino l'antifascista Augusto Monti, intorno a cui si formò nel corso degli anni una "banda" di allievi ed ex allievi del liceo capitanata da Leone Ginzburg. Monti gli insegnò un metodo rigoroso di studio improntato all'estetica crociana, frammista ad alcune concezioni di De Sanctis. Qui scoprì, in particolare, l'opera di Alfieri. Trascorse gli anni di liceo tra i primi amori adolescenziali e le amicizie, come quella con Tullio Pinelli, a cui farà leggere per primo il dattiloscritto di Paesi tuoi e scriverà una lettera prima del suicidio. 
Cesare rimase tre mesi a casa da scuola a causa di una pleurite, che si era preso rimanendo a lungo sotto la pioggia (dalle 6 del pomeriggio a mezzanotte) per aspettare invano una cantante-ballerina di varietà di nome Milly (al secolo Carolina Mignone) in un locale frequentato dagli studenti, della quale si era innamorato e alla quale aveva dato appuntamento. Era il 1925 e frequentava la seconda liceo.
Nella primavera del 1925 rischia di essere rimandato a ottobre, ma sarà il professore di matematica Pilo Predella a perorare la sua causa e a farlo promuovere.
L'anno seguente fu scosso profondamente dalla tragica morte di un suo compagno di classe, Elico Baraldi, che si era tolto la vita con un colpo di rivoltella. Pavese ebbe la tentazione di emulare quel gesto, come testimonia la poesia inviata il 9 gennaio 1927 all'amico Sturani.
Nel 1926, conseguita la maturità liceale, inviò alla rivista "Ricerca di poesia" alcune liriche, che furono però respinte. Si iscrisse intanto alla Facoltà di lettere dell'Università di Torino e continuò a scrivere e a studiare con grande fervore l'inglese, appassionandosi alla lettura di Sherwood Anderson, Sinclair Lewis e soprattutto Walt Whitman, mentre le sue amicizie si allargarono a coloro che diventeranno, in seguito, intellettuali antifascisti di spicco: Leone Ginzburg, Norberto Bobbio, Massimo Mila e Giulio Einaudi.
È l'epoca in cui frequenta i bordelli, dove compie la sua iniziazione sessuale: ne scrive a Monti, con cui è entrato in confidenza, malgrado la differenza di età. Gli rivela le sue ambizioni letterarie. Dopo molti tentativi - gli fa sapere - ha scritto la prima poesia degna di essere mostrata: la dedica a lui. Si tratta di "I mari del Sud", apripista di "Lavorare Stanca".
In quegli anni, siamo nel '27, insieme ad altri giovani promettenti, tra cui Norberto Bobbio, Massimo Mila, Leone Ginzburg, Enzo Monferini, Mario Sturani, che nel frattempo è diventato pittore, e più tardi lo stesso Giulio Einaudi, dà vita a una "fraternità". Usano Incontrarsi a casa dell'uno e dell'altro per discussioni letterarie e politiche. Mila è l'esperto di musica. Ginzburg il punto di riferimento per quanto concerne la letteratura russa (ha già tradotto Tolstoj e Gogol'). Il tutto avviene sotto la guida di Monti, che in quegli anni lavora a "I Sanssôssì".
L'interesse per la letteratura statunitense divenne sempre più rilevante e così incominciò ad accumulare materiale per la sua tesi di laurea, mentre proseguivano i timidi amori permeati dalla sua visione angelicante della donna. Intanto si immergeva sempre più nella vita cittadina, e così scriveva all'amico Tullio Pinelli:

Cesare Pavese

Leggendo Babbit di Sinclair Lewis, Pavese volle capire a fondo lo slang. Incominciò così una fitta corrispondenza con un giovane musicista italoamericano, Antonio Chiuminatto, conosciuto qualche anno prima a Torino, che lo aiutò ad approfondire l'americano a lui più contemporaneo.
Così scrisse al corrispondente d'oltreoceano:
Nel 1930 presentò la sua tesi di laurea "Sulla interpretazione della poesia di Walt Whitman", ma Federico Olivero, il professore con il quale doveva discuterla, la rifiutò all'ultimo momento perché troppo improntata all'estetica crociana e quindi scandalosamente liberale per l'età fascista. Intervenne però Leone Ginzburg: la tesi venne così accettata dal professore di Letteratura francese Ferdinando Neri e Pavese poté laurearsi con 108/110.

### L'attività di traduttore e l'insegnamento

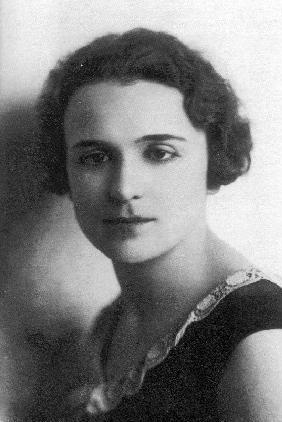
Tina Pizzardo

Nello stesso anno morì la madre e Pavese andò ad abitare con la sorella Maria e la sua famiglia (il marito Guglielmo Sini e le figlie Cesarina e Maria Luisa) nella casa di via Lamarmora 35 dove visse fino al penultimo giorno della sua vita. Incominciò in modo sistematico, per guadagnare, l'attività di traduttore, alternandola all'insegnamento della lingua inglese e alla pubblicazione, a partire dal novembre 1930 sulla rivista La Cultura diretta da Arrigo Cajumi, di articoli di critica letteraria dedicati agli autori statunitensi di cui stava facendo la scoperta e che andava traducendo.
La sua prima traduzione fu Il nostro Signor Wren di Sinclair Lewis, per Bemporad, nel 1931. Per un compenso di 1 000 lire tradusse Moby Dick di Herman Melville e Riso nero di Anderson. Scrisse un saggio sullo stesso Anderson e, ancora per La Cultura, un articolo sull'Antologia di Spoon River, uno su Melville e uno su O. Henry. Risale a questo stesso anno la prima poesia di Lavorare stanca. Ottenne anche alcune supplenze nelle scuole di Bra, Vercelli e Saluzzo e insegnò al liceo classico "G. Baldessano" di Carmagnola; incominciò anche a impartire lezioni private e a insegnare nelle scuole serali.
Nel periodo che va dal settembre 1931 al febbraio 1932 Pavese compose un ciclo di racconti e poesie dal titolo Ciau Masino, rimasto a lungo inedito, che verrà pubblicato per la prima volta nel 1968 in edizione fuori commercio e contemporaneamente nel primo volume dei Racconti delle "Opere di Cesare Pavese".
Nel 1933, per poter insegnare nelle scuole pubbliche si arrese, pur malvolentieri, alle insistenze della sorella e di suo marito e si iscrisse al partito nazionale fascista, cosa che rimprovererà più tardi alla sorella Maria in una lettera del 29 luglio 1935, scritta dal carcere di Regina Coeli: "A seguire i vostri consigli, e l'avvenire e la carriera e la pace ecc., ho fatto una prima cosa contro la mia coscienza".

Continuava intanto la sua attività multilingue, che terminò solamente nel 1947. Nel 1933 tradusse Il 42º parallelo di John Dos Passos e Ritratto dell'artista da giovane di James Joyce. Ebbe inizio in questo periodo un tormentato rapporto sentimentale con Tina Pizzardo, la "donna dalla voce rauca", alla quale dedicherà i versi di Incontro nella raccolta Lavorare stanca. 

### L'incarico all'Einaudi
Giulio Einaudi aveva intanto fondato la sua casa editrice. Le due riviste, La Riforma Sociale di Luigi Einaudi e La Cultura, che era stata concepita da Cesare De Lollis e in quel momento era diretta da Cajumi, si fusero, dando vita a una nuova La Cultura, della quale doveva diventare direttore Leone Ginzburg. Ma molti partecipanti del movimento "Giustizia e Libertà", tra cui anche Ginzburg, all'inizio del 1934 vennero arrestati e la direzione della rivista passò a Sergio Solmi. Pavese, intanto, fece domanda alla casa editrice per poter sostituire Ginzburg e, dal maggio di quell'anno, essendo egli tra i meno compromessi politicamente, incominciò la collaborazione con l'Einaudi, dirigendo per un anno La Cultura e curando la sezione di etnologia.
Sempre nel 1934, grazie alla raccomandazione di Ginzburg, riuscì a inviare ad Alberto Carocci, direttore a Firenze della rivista Solaria, le poesie di Lavorare stanca, che vennero lette da Elio Vittorini con parere positivo, tanto che Carocci ne decise la pubblicazione.

### L'arresto e la condanna per antifascismo

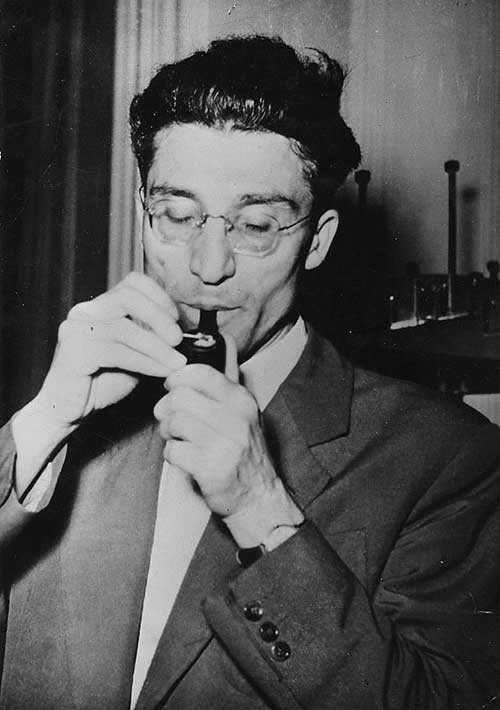
Cesare Pavese

Nel 1935 Pavese, intenzionato a proseguire nell'insegnamento, si dimise dall'incarico all'Einaudi e incominciò a prepararsi per affrontare il concorso di latino e greco ma, il 15 maggio, una delazione dello scrittore Dino Segre portò agli arresti di intellettuali aderenti a "Giustizia e Libertà". Venne fatta una perquisizione nella casa di Pavese, sospettato di frequentare il gruppo di intellettuali a contatto con Ginzburg, e venne trovata, tra le sue carte, una lettera di Altiero Spinelli detenuto per motivi politici nel carcere romano. Accusato di antifascismo, Pavese venne arrestato e incarcerato dapprima alle Nuove di Torino, poi a Regina Coeli a Roma e, in seguito al processo, venne condannato a tre anni di confino a Brancaleone Calabro, dove conobbe Vincenzo De Angelis. Pavese, in realtà, nella fattispecie era innocente, poiché la lettera trovata era rivolta a Tina Pizzardo, la "donna dalla voce rauca" della quale era innamorato. Tina era politicamente impegnata e iscritta al Partito Comunista d'Italia clandestino e continuava ad avere contatti epistolari con Spinelli, le cui lettere pervenivano a casa di Pavese che le aveva permesso di utilizzare il suo indirizzo.
Il 4 agosto 1935 Pavese giunse quindi in Calabria, a Brancaleone, e qui scrisse ad Augusto Monti «Qui i paesani mi hanno accolto umanamente, spiegandomi che, del resto, si tratta di una loro tradizione e che fanno così con tutti. Il giorno lo passo "dando volta", leggicchio, ristudio per la terza volta il greco, fumo la pipa, faccio venir notte; ogni volta indignandomi che, con tante invenzioni solenni, il genio italico non abbia ancora escogitato una droga che propini il letargo a volontà, nel mio caso per tre anni. Per tre anni! Studiare è una parola; non si può niente che valga in questa incertezza di vita, se non assaporare in tutte le sue qualità e quantità più luride la noia, il tedio, la seccaggine, la sgonfia, lo spleen e il mal di pancia. Esercito il più squallido dei passatempi. Acchiappo le mosche, traduco dal greco, mi astengo dal guardare il mare, giro i campi, fumo, tengo lo zibaldone, rileggo la corrispondenza dalla patria, serbo un'inutile castità».
Nell'ottobre di quell'anno aveva incominciato a tenere quello che nella lettera al Monti definisce lo "zibaldone", cioè un diario che diventerà in seguito Il mestiere di vivere e, su sollecitazione della sorella, aveva fatto domanda di grazia, con la quale ottenne il condono di due anni.
Nel 1936, durante il suo confino, venne pubblicata la prima edizione della raccolta poetica Lavorare stanca che, malgrado la forma fortemente innovativa, passò quasi inosservata.

### Il ritorno a Torino
Il 19 marzo 1936 Pavese poté dunque tornare a Torino ma dovette affrontare la delusione di sapere che Tina stava per sposarsi con un altro e che le sue poesie erano state ignorate. A maggio un altro suo amico di scuola, Carlo Predella, figlio del professore di matematica che undici anni prima aveva preso le sue difese, si suicidò con le stesse modalità di Elico Baraldi. Per guadagnarsi da vivere Pavese riprese il lavoro di traduttore e nel 1937 tradusse Un mucchio di quattrini (The Big Money) di John Dos Passos per Mondadori e Uomini e topi di Steinbeck per Bompiani. Dal 1º maggio accettò di collaborare, con un lavoro stabile e per lo stipendio di mille lire al mese, con la Einaudi, per le collane "Narratori stranieri tradotti" e "Biblioteca di cultura storica", traducendo Fortune e sfortune della famosa Moll Flanders di Defoe e l'anno dopo La storia e le personali esperienze di David Copperfield di Dickens oltre all'Autobiografia di Alice Toklas della Stein.

### Il passaggio alla prosa
Nel frattempo incominciò a scrivere i racconti che verranno pubblicati postumi, dapprima nella raccolta "Notte di festa" e in seguito nel volume de I racconti. Fra il 27 novembre del 1936 e il 16 aprile del 1939 completò la stesura del suo primo romanzo breve tratto dall'esperienza del confino intitolato Il carcere (il primo titolo era stato Memorie di due stagioni) che verrà pubblicato dieci anni dopo. Dal 3 giugno al 16 agosto scrisse Paesi tuoi che verrà pubblicato nel 1941 e sarà la prima opera di narrativa data alle stampe.
Si andava intanto intensificando, dopo il ritorno dal confino di Leone Ginzburg da Pizzoli, negli Abruzzi, l'attività del gruppo clandestino di "Giustizia e Libertà" e quella dei comunisti con a capo Ludovico Geymonat. Pavese, che era chiaramente antifascista, venne coinvolto e, al di qua di una precisa e dichiarata definizione politica, incominciò ad assistere con crescente interesse alle frequenti discussioni che avvenivano a casa degli amici. Conobbe in questo periodo Giaime Pintor, che collaborava ad alcune riviste letterarie ed era inserito alla Einaudi come traduttore dal tedesco e come consulente, e nacque tra loro una salda amicizia.

### Il periodo della guerra
Nel 1940 l'Italia era intanto entrata in guerra e Pavese era coinvolto in una nuova avventura sentimentale con una giovane universitaria che era stata sua allieva al liceo D'Azeglio e che gli era stata presentata da Norberto Bobbio. La ragazza, giovane e ricca di interessi culturali, si chiamava Fernanda Pivano e colpì lo scrittore a tal punto che il 26 luglio egli le propose il matrimonio; malgrado il rifiuto della giovane, l'amicizia continuò.
Alla Pivano Pavese dedicò alcune poesie, tra le quali Mattino, Estate e Notturno, che inserì nella nuova edizione di Lavorare stanca. Lajolo scrive che "Per cinque anni Fernanda fu la sua confidente, ed è in lei che Pavese tornò a sperare per avere una casa ed un amore. Ma anche quella esperienza – così diversa – si concluse per lui con un fallimento. Sul frontespizio di Feria d'agosto sono segnate due date: 26 luglio 1940, 10 luglio 1945, che ricordano le due domande di matrimonio fatte a Fernanda, con le due croci che rappresentano il significato delle risposte".
In quell'anno Pavese scrisse La bella estate (il primo titolo sarà La tenda), che verrà pubblicato nel 1949 nel volume dal titolo omonimo che comprende anche i romanzi brevi Il diavolo sulle colline e Tra donne sole. Tra il 1940 e il 1941 scrisse La spiaggia, che vedrà una prima pubblicazione nel 1942 su "Lettere d'oggi" di Giambattista Vicari.
Nel 1941, con la pubblicazione di Paesi tuoi, e quindi l'esordio narrativo di Pavese, la critica sembrò accorgersi finalmente dell'autore. Intanto, nel 1942, Pavese venne regolarmente assunto dalla Einaudi con mansioni di impiegato di prima categoria e con il doppio dello stipendio sulla base del contratto nazionale collettivo di lavoro dell'industria. Nel 1943 Pavese venne trasferito per motivi editoriali a Roma, dove gli giunse la cartolina di precetto ma, a causa della forma d'asma di origine nervosa di cui soffriva, dopo sei mesi di convalescenza all'Ospedale militare di Rivoli, venne dispensato dalla leva militare e ritornò a Torino, che nel frattempo aveva subito numerosi bombardamenti e che trovò deserta dai numerosi amici, mentre sulle montagne si stavano organizzando le prime formazioni partigiane.
Nel 1943, dopo l'8 settembre, Torino venne occupata dai tedeschi e anche la casa editrice venne occupata da un commissario della Repubblica sociale italiana. Pavese, a differenza di molti suoi amici che si preparavano alla lotta clandestina, si rifugiò a Serralunga di Crea, piccolo paese del Monferrato, dov'era sfollata la sorella Maria e dove strinse amicizia con il conte Carlo Grillo, che diventerà il protagonista de Il diavolo sulle colline. A dicembre, per sfuggire a una retata da parte dei repubblichini e dei tedeschi, chiese ospitalità presso il Collegio Convitto dei padri Somaschi di Casale Monferrato dove, per sdebitarsi, dava ripetizioni agli allievi. Leggeva e scriveva apparentemente sereno. Il 1º marzo, mentre si trovava ancora a Serralunga, gli giunse la notizia della tragica morte di Leone Ginzburg avvenuta sotto le torture nel carcere di Regina Coeli. Il 3 marzo scriverà: «L'ho saputo il 1º marzo. Esistono gli altri per noi? Vorrei che non fosse vero per non star male. Vivo come in una nebbia, pensandoci sempre ma vagamente. Finisce che si prende l'abitudine a questo stato, in cui si rimanda sempre il dolore vero a domani, e così si dimentica e non si è sofferto».

### Gli anni del dopoguerra (1945-1950)

#### L'iscrizione al Partito Comunista e l'attività a "L'Unità"
Ritornato a Torino dopo la liberazione, venne subito a sapere che tanti amici erano morti: Giaime Pintor era stato dilaniato da una mina sul fronte dell'avanzata alleata; Luigi Capriolo era stato impiccato a Torino dai fascisti e Gaspare Pajetta, un suo ex allievo di soli diciotto anni, era morto combattendo nella Val d'Ossola. Dapprima, colpito indubbiamente da un certo rimorso, che ben espresse in seguito nei versi del poemetto La terra e la morte e in tante pagine dei suoi romanzi, egli cercò di isolarsi dagli amici rimasti ma poco dopo decise di iscriversi al Partito Comunista Italiano incominciando a collaborare al quotidiano l'Unità; ne darà notizia da Roma, dove era stato inviato alla fine di luglio per riorganizzare la filiale romana dell'Einaudi, il 10 novembre all'amico Massimo Mila: «Io ho finalmente regolato la mia posizione iscrivendomi al PCI».
Come scrive l'amico Lajolo, «La sua iscrizione al partito comunista oltre ad un fatto di coscienza corrispose certamente anche all'esigenza che sentiva di rendersi degno in quel modo dell'eroismo di Gaspare e degli altri suoi amici che erano caduti. Come un cercare di tacitare i rimorsi e soprattutto di impegnarsi almeno ora in un lavoro che ne riscattasse la precedente assenza e lo ponesse quotidianamente a contatto con la gente... Tentava con quel legame anche disciplinare, di rompere l'isolamento, di collegarsi, di camminare assieme agli altri. Era l'ultima risorsa alla quale si aggrappava per imparare il mestiere di vivere».
Nei mesi trascorsi presso la redazione de l'Unità conobbe Italo Calvino, che lo seguì alla Einaudi e ne divenne da quel momento uno dei più stimati collaboratori e Silvio Micheli che era giunto a Torino nel giugno del 1945 per parlare con Pavese della pubblicazione del proprio romanzo Pane duro.

#### Alla sede romana dell'Einaudi
Verso la fine del 1945, Pavese lasciò Torino per Roma dove ebbe l'incarico di potenziare la sede cittadina dell'Einaudi. Il periodo romano, che durò fino alla seconda metà del 1946, fu considerato dallo scrittore come un tempo d'esilio perché staccarsi dall'ambiente torinese, dagli amici e soprattutto dalla nuova attività politica lo fece ricadere nella malinconia.
Nella segreteria della sede romana lavorava una giovane donna, Bianca Garufi, e per lei Pavese provò una nuova passione, più impegnativa dell'idillio con la Pivano, che egli visse intensamente e che lo fece soffrire.
Scriverà nel suo diario, il 1º gennaio del 1946, come consuntivo dell'anno trascorso: «Anche questa è finita. Le colline, Torino, Roma. Bruciato quattro donne, stampato un libro, scritte poesie belle, scoperta una nuova forma che sintetizza molti filoni (il dialogo di Circe). Sei felice? Sì, sei felice. Hai la forza, hai il genio, hai da fare. Sei solo. Hai due volte sfiorato il suicidio quest'anno. Tutti ti ammirano, ti complimentano, ti ballano intorno. Ebbene? Non hai mai combattuto, ricordalo. Non combatterai mai. Conti qualcosa per qualcuno?»
Nel febbraio del 1946, in collaborazione con Bianca Garufi, a capitoli alterni, incominciò a scrivere un romanzo che rimarrà incompiuto e che sarà pubblicato postumo nel 1959 con il titolo, scelto dall'editore, di Fuoco grande.

#### A Torino: laCollezione di studi religiosi, etnologici e psicologici
Ritornato a Torino si mise a lavorare su quei temi delineatisi nella mente quando era a Serralunga. Incominciò a comporre i Dialoghi con Leucò e nell'autunno, mentre stava terminando l'opera, scrisse i primi capitoli de Il compagno con il quale volle testimoniare l'impegno per una precisa scelta politica.

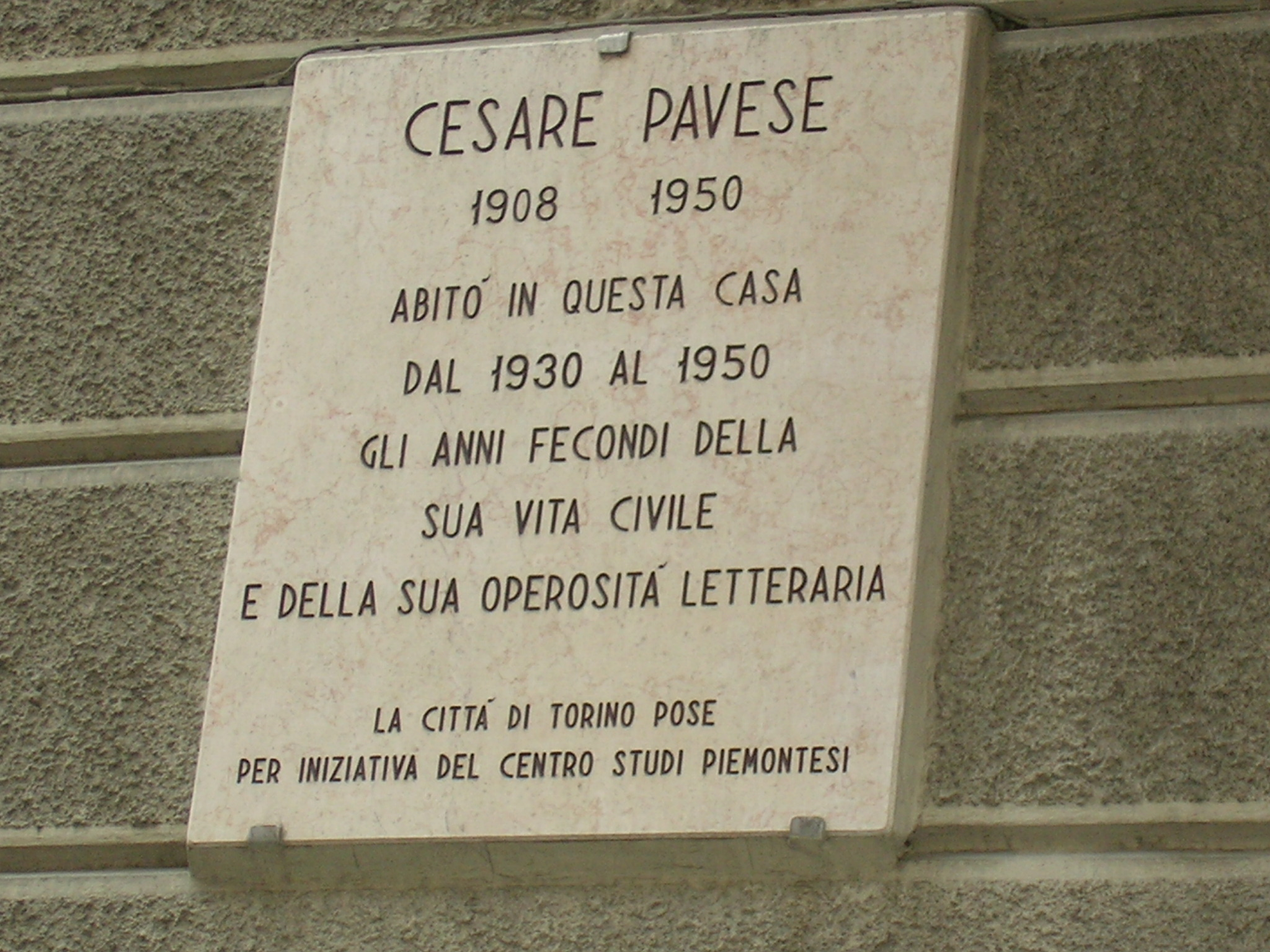
Targa sulla casa di abitazione di Cesare Pavese in via Lamarmora a Torino

Terminati i Dialoghi, in attesa della pubblicazione del libro che avvenne a fine novembre nella collana "Saggi", tradusse Capitano Smith di Robert Henriques.
Il 1947 fu un anno intenso per l'attività editoriale e Pavese s'interessò particolarmente della Collezione di studi religiosi, etnologici e psicologici da lui ideata con la collaborazione di Ernesto De Martino, una collana che fece conoscere al mondo culturale italiano le opere di autori come Lévy-Bruhl, Malinowski, Propp, Frobenius, Jung, e che avrebbero dato avvio a nuove teorie antropologiche. Oltre a ciò, Pavese inaugurò anche la nuova collana di narrativa dei "Coralli" che era nata in quello stesso anno in sostituzione dei "Narratori contemporanei".

#### La febbrile attività narrativa
Tra il settembre del 1947 e il febbraio del 1948, contemporaneamente a Il compagno, scrisse La casa in collina che uscì l'anno successivo insieme con Il carcere nel volume Prima che il gallo canti il cui titolo, ripreso dalla risposta di Cristo a Pietro, si riferisce, con tono palesemente autobiografico ai suoi tradimenti politici. Seguirà, tra il giugno e l'ottobre del 1948 Il diavolo sulle colline.
Nell'estate del 1948 gli era stato intanto assegnato, per Il compagno, il Premio Salento, ma Pavese aveva scritto all'amico Carlo Muscetta di dimissionarlo da qualsiasi premio letterario, presente o futuro.
Alla fine dell'anno uscì Prima che il gallo canti, che venne subito elogiato dai critici Emilio Cecchi e Giuseppe De Robertis. Dal 27 marzo al 26 maggio del 1949 scrisse Tra donne sole e, al termine del romanzo, andò a trascorrere una settimana a Santo Stefano Belbo e, in compagnia dell'amico Pinolo Scaglione, a suo agio tra quelle campagne, incominciò a elaborare quella che sarebbe diventata La luna e i falò, l'ultima sua opera pubblicata in vita.
Il 24 novembre 1949 venne pubblicato il trittico La bella estate che comprendeva i già citati tre romanzi brevi composti in periodi diversi: l'eponimo del 1940, Il diavolo sulle colline del 1948 e Tra donne sole del 1949.
Sempre nel 1949, scritto nel giro di pochi mesi e pubblicato nella primavera del 1950, scrisse La luna e i falò che sarà l'opera di narrativa conclusiva della sua carriera letteraria.

#### A Roma: amore, l'ultimo

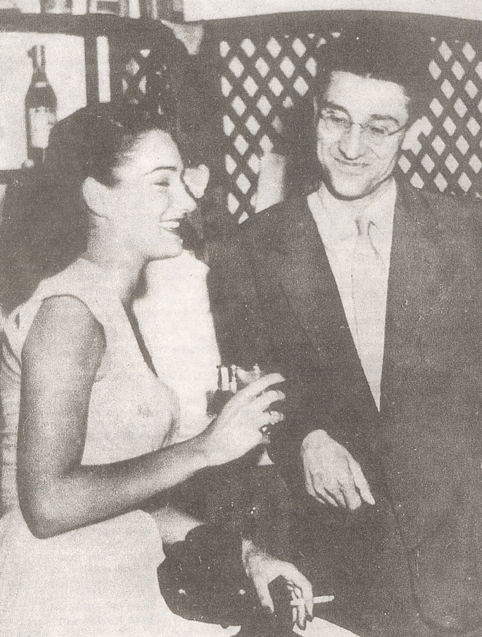
Doris Dowling, sorella di Constance, e Pavese

Dopo essere stato per un brevissimo tempo a Milano, fece un viaggio a Roma dove si trattenne dal 30 dicembre del 1949 al 6 gennaio del 1950, ma rimase deluso: il 1º gennaio scriveva sul suo diario:
(Cesare Pavese)
In questo stato d'animo conobbe in casa di amici Constance Dowling, giunta a Roma con la sorella Doris, che aveva recitato in Riso amaro con Vittorio Gassman e Raf Vallone, e, colpito dalla sua bellezza, se ne innamorò.
Ritornando a Torino, cominciò a pensare che, ancora una volta, si era lasciato sfuggire l'occasione, e quando Constance si recò a Torino per un periodo di riposo, i due si rividero e la donna lo convinse ad andare con lei a Cervinia, dove Pavese s'illuse di nuovo. Constance aveva una relazione con l'attore Andrea Checchi e ripartì presto per l'America per tentare fortuna a Hollywood, lasciando lo scrittore amareggiato e infelice. A Constance, come per un addio, dedicò il romanzo La luna e i falò: «For C. - Ripeness is all».

#### Il Premio Strega
Nella primavera-estate del 1950 uscì la rivista Cultura e realtà. Pavese, che faceva parte della redazione, aprì il primo numero della rivista con un suo articolo sul mito, nel quale affermava la sua fede poetica di carattere vichiano, che non venne apprezzata dagli ambienti del partito di cui era segretario Palmiro Togliatti.
Cesare venne attaccato e, sempre più amareggiato, annotò nel suo diario il 15 febbraio «Pavese non è un buon compagno... Discorsi d'intrighi dappertutto. Losche mene, che sarebbero poi i discorsi di quelli che ti stanno più a cuore», e ancora il 20 maggio: «Mi sono impegnato nella responsabilità politica che mi schiaccia.»
Pavese era terribilmente depresso e neppure riuscì a risollevarlo il Premio Strega che ricevette nel giugno del 1950 per La bella estate accompagnato da Doris Dowling, sorella dell'amata Constance.

#### La morte

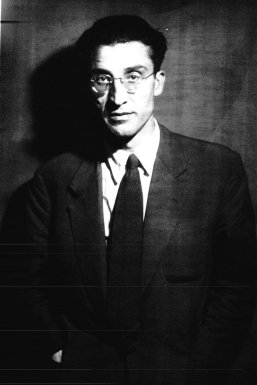
Cesare Pavese

Nell'estate 1950 trascorse alcuni giorni a Bocca di Magra, vicino a Sarzana, in Liguria, meta estiva di molti intellettuali, dove conobbe un'allora diciottenne Romilda Bollati, sorella dell'editore Giulio Bollati, appartenente alla nobile famiglia dei Bollati di Saint-Pierre (e futura moglie prima dell'imprenditore Attilio Turati, poi del ministro Antonio Bisaglia). I due ebbero una breve storia d'amore, come testimoniano i manoscritti dello scrittore, che la chiamava con lo pseudonimo di "Pierina".
Tuttavia, nemmeno questo nuovo sentimento riuscì a dissipare la sua depressione. In una lettera dell'agosto 1950, scriveva:
Tutto questo te lo dico non per impietosirti – so che cosa vale la pietà, in questi casi – ma per chiarezza, perché tu non creda che quando avevo il broncio lo facessi per sport o per rendermi interessante. Sono ormai di là dalla politica. L'amore è come la grazia di Dio – l'astuzia non serve. Quanto a me, ti voglio bene, Pierina, ti voglio un falò di bene. Chiamiamolo l'ultimo guizzo della candela.
Non so se ci vedremo ancora. Io lo vorrei – in fondo non voglio che questo – ma mi chiedo sovente che cosa ti consiglierei se fossi tuo fratello. Purtroppo non lo sono. Amore.»
Il 17 agosto aveva scritto sul diario, pubblicato nel 1952 con il titolo Il mestiere di vivere. Diario 1935-1950: «Questo il consuntivo dell'anno non finito, che non finirò» e il 18 agosto aveva chiuso il diario scrivendo: «Tutto questo fa schifo. Non parole. Un gesto. Non scriverò più».
In preda a un profondo disagio esistenziale, tormentato dalla recente delusione amorosa con Constance Dowling, alla quale dedicò i versi di Verrà la morte e avrà i tuoi occhi, mise  fine alla sua vita il 27 agosto del 1950, in una camera dell'albergo Roma di Piazza Carlo Felice a Torino, che aveva occupato il giorno prima. Venne trovato disteso sul letto dopo aver ingerito più di dieci bustine di barbiturici che utilizzava come sonnifero.
Sulla prima pagina dei Dialoghi con Leucò, che si trovava sul tavolino, aveva scritto: «Perdono tutti e a tutti chiedo perdono. Va bene? Non fate troppi pettegolezzi». All'interno del libro era inserito un foglietto con tre frasi vergate da lui: una citazione dal libro, «L'uomo mortale, Leucò, non ha che questo d'immortale. Il ricordo che porta e il ricordo che lascia», una dal proprio diario, «Ho lavorato, ho dato poesia agli uomini, ho condiviso le pene di molti», e «Ho cercato me stesso». Qualche giorno dopo si svolsero i funerali civili, senza commemorazioni religiose poiché suicida e ateo.
È stato sepolto nel Cimitero monumentale di Torino sino al 2002 quando, su espressa volontà della famiglia, è stato traslato al cimitero di Santo Stefano Belbo.

## Opera e poetica
Importante fu l'opera di Pavese scrittore di romanzi, poesie e racconti, ma anche quella di traduttore e critico: oltre all'Antologia americana curata da Elio Vittorini, essa comprende la traduzione di classici della letteratura da Moby Dick di Melville, nel 1932, a opere di Dos Passos, Faulkner, Defoe, Joyce e Dickens.
Nel 1951 uscì postumo, edito da Einaudi e con la prefazione di Italo Calvino, il volume La letteratura americana e altri saggi con tutti i saggi e gli articoli che Pavese scrisse tra il 1930 e il 1950.
La sua attività di critico in particolare contribuì a creare, verso la metà degli anni trenta, il sorgere di un certo "mito dell'America". Lavorando nell'editoria (per la Einaudi) Pavese propose alla cultura italiana scritti su temi differenti, e prima d'allora raramente affrontati, come l'idealismo e il marxismo, inclusi quelli religiosi, etnologici e psicologici.

## Opere
L'elenco è in ordine cronologico in base alla data di pubblicazione delle rispettive prime edizioni. Poiché molti testi furono pubblicati anni dopo essere stati composti, dove opportuno sono segnalate le date di composizione.

### Raccolte
- Racconti, 3 voll., Torino, Einaudi, 1960 [contiene i racconti editi in Feria d'agosto e Notte di festa con l'aggiunta di frammenti di racconti e racconti inediti].
- Opere complete, 16 voll., a cura di Italo Calvino, Collana Nuovi Coralli, Torino, Einaudi, 1968-1977, ISBN 978-88-061-5792-0.
- Tutti i romanzi, a cura di Marziano Guglielminetti, Torino, Einaudi, 2000. ISBN 88-446-0079-X.
- Tutti i racconti, a cura di Mariarosa Masoero, introduzione di Marziano Guglielminetti, Torino, Einaudi, 2002. ISBN 88-446-0081-1 [contiene i già editi Racconti, e Ciau Masino, e altri testi già inseriti a partire dall'ed. del 1968 dell'opera omnia].

### Romanzi e racconti
- Paesi tuoi, Torino, Einaudi, 1941 [romanzo].
- Prima che il gallo canti, Torino, Einaudi, 1948 [contiene i romanzi Il carcere, scritto nel 1938-1939, e La casa in collina, scritto nel 1947-8].
- La spiaggia, in "Lettere d'oggi", a. III, nn. 7-8, 1941; poi in volume, Roma, Ed. Lettere d'oggi, 1942; Torino, Einaudi, 1956 [romanzo breve].
- Feria d'agosto, Torino, Einaudi, 1946 [29 racconti].
- Dialoghi con Leucò, Torino, Einaudi, 1947 [27 dialoghi tra personaggi della mitologia greca].
- Il compagno, Torino, Einaudi, 1947 [romanzo].
- La casa in collina, Torino, Einaudi, 1948 [romanzo].
- La bella estate, Torino, Einaudi, 1949 [contiene i romanzi brevi: La bella estate (1940), Il diavolo sulle colline (1948) e Tra donne sole (1949)].
- La luna e i falò, Torino, Einaudi, 1950 [romanzo].
- Notte di festa, Torino, Einaudi, 1953 [23 racconti].
- Fuoco grande, scritto a capitoli alterni con Bianca Garufi, Torino, Einaudi, 1959 [romanzo incompiuto].
- Ciau Masino, Torino, Einaudi, 1968 [ma 1932].
- Lotte di giovani e altri racconti (1925-1930), a cura di Mariarosa Masoero, Collana Nuovi Coralli, Torino, Einaudi, 1993, ISBN 978-88-061-3200-2. [14 racconti].
- Il carcere, collana Supercoralli, Einaudi, 1961, p. 471. Cesare Pavese.
- "Il carcere", a cura di Chiara Tavella, in Prima che il gallo canti, a cura di Laura Nay e Chiara Tavella, Milano, BUR Contemporanea, 2021. Cesare Pavese.

### Poesie
- Lavorare stanca, Firenze, Solaria, 1936; ed. ampliata con le poesie dal 1936 al 1940, Torino, Einaudi, 1943.
- La terra e la morte, in "Le tre Venezie", nn. 4-5-6, 1947; n. ed. postuma, in Verrà la morte e avrà i tuoi occhi, Torino, Einaudi, 1951; compreso anche in Poesie edite e inedite, a cura di Italo Calvino, Torino, Einaudi, 1962 [9 poesie].
- Verrà la morte e avrà i tuoi occhi, Torino, Einaudi, 1951 [10 poesie inedite e quelle incluse in La terra e la morte].
- Poesie del disamore e altre poesie disperse, Torino, Einaudi, 1962 [contiene: Poesie del disamore, Verrà la morte e avrà i tuoi occhi, poesie escluse da Lavorare stanca, poesie del 1931‑1940 e due del 1946].
- Poesie edite e inedite, a cura di Italo Calvino, Torino, Einaudi, 1962 [contiene: Lavorare stanca, La terra e la morte, Verrà la morte e avrà i tuoi occhi e 29 poesie inedite].
- 8 poesie inedite e quattro lettere a un'amica (1928-1929), Milano, All'insegna del pesce d'oro, 1964.
- Poesie giovanili, 1923-30, a cura di Attilio Dughera e Mariarosa Masoero, Torino, Einaudi, 1989.

### Saggi e diari
- La letteratura americana e altri saggi, Torino, Einaudi, 1951 [saggi e articoli scritti fra il 1930 e il 1950].
- Il mestiere di vivere. Diario 1935-1950, Torino, Einaudi, 1952; nuova edizione condotta sull'autografo a cura di Marziano Guglielminetti e Laura Nay, Einaudi, 1990, ISBN 88-06-11863-3; nuova edizione a cura di Ivan Tassi, Garzanti, 2021, ISBN 978-88-118-1742-0.
- Saggi letterari, Collana Opere di C. Pavese n.12, Torino, Einaudi, 1968.
- Interpretazione della poesia di Walt Whitman. Tesi di laurea, 1930, a cura di Valerio Magrelli, Torino, Einaudi, 2006 [edizione di 1 000 esemplari numerati].
- Dodici giorni al mare [un diario inedito del 1922], a cura di Mariarosa Masoero, Genova, Galata, 2008. ISBN 978-88-95369-04-4.
- Il quaderno del confino, a cura di Mariarosa Masoero, Alessandria, Edizioni dell'Orso, 2010. ISBN 978-88-6274-184-2.
- Il taccuino segreto, a cura e con un saggio di Francesca Belviso, introduzione di Angelo d'Orsi, con un testo di Lorenzo Mondo, Appendici documentali, Torino, Aragno, 2020, ISBN 978-88-938-0077-8 [compilato tra l'agosto 1942 e il dicembre 1943].
- La scoperta dell'America, a cura di Dario Pontuale, prefazione di Ernesto Ferrero, Nutrimenti, Roma, 2021.

### Sceneggiature
- Il diavolo sulle colline; Gioventù crudele, in "Cinema Nuovo", settembre-ottobre 1959 [soggetti cinematografici].
- Il diavolo sulle colline. Soggetto cinematografico, a cura di Mariarosa Masoero; Pistoia, Edizioni Via del Vento, 2003. ISBN 978-88-87741-57-5.
- Il serpente e la colomba. Scritti e soggetti cinematografici, a cura di Mariarosa Masoero, introduzione di Lorenzo Ventavoli, Torino, Einaudi, 2009. ISBN 978-88-06-19800-8.

### Epistolari
- Lettere 1924-1950

I, Lettere 1924-1944, a cura di Lorenzo Mondo, Torino, Einaudi, 1966.
II, Lettere 1945-1950, a cura di Italo Calvino, Torino, Einaudi, 1966.
- Vita attraverso le lettere, a cura di Lorenzo Mondo, Torino, Einaudi, 1973.
- C. Pavese-Ernesto De Martino, La collana viola. Lettere 1945-1950, a cura di Pietro Angelini, Torino, Bollati Boringhieri, 1991, ISBN 978-88-339-0529-7.
- Officina Einaudi. Lettere editoriali, 1940-1950, Introduzione di Franco Contorbia, a cura di Silvia Savioli, Torino, Einaudi, 2008, ISBN 978-88-06-19352-2.
- Cesare Pavese. I libri, a cura di Claudio Pavese e Franco Vaccaneo, Torino, Aragno, 2008, ISBN 978-88-8419-372-8.
- C. Pavese-Felice Balbo-Natalia Ginzburg, Lettere a Ludovica [Nagel], a cura di Carlo Ginzburg, Milano, Archinto, 2008, ISBN 978-88-776-8517-9.
- C. Pavese-Renato Poggioli, «A Meeting of minds». Carteggio (1947-1950), a cura di S. Savioli, Alessandria, Edizioni dell'Orso, 2010, ISBN 978-88-627-4219-1.
- Una bellissima coppia discorde. Il carteggio tra Cesare Pavese e Bianca Garufi 1945-1950, a cura di Mariarosa Masoero, Collana Saggi e testi n.20, Firenze, Olschki, 2011, ISBN 978-88-222-6074-1.
- "Noi non siamo come i personaggi dei libri". Carteggio Cesare Pavese-Nicola Enrichens 1949-1950, a cura di Mariarosa Masoero, postfazione di Paolo Borgna, Alessandria, Edizioni dell'Orso, 2020. [corredato da alcuni scritti di Enrichens].
- Non ci capisco niente, a cura di Federico Musardo, Roma, L'orma, 2021.

### Traduzioni
- Sinclair Lewis, Il nostro signor Wrenn. Storia di un gentiluomo romantico, Firenze, Bemporad, 1931.
- Herman Melville, Moby Dick o La balena, Torino, Frassinelli, I ed. 1932; II ed. riveduta, Frassinelli, 1941; Milano, Adelphi, 1987.
- Sherwood Anderson, Riso nero, Torino, Frassinelli, 1932.
- James Joyce, Dedalus. Ritratto dell'artista da giovane, Torino, Frassinelli, 1933.
- John Dos Passos, Il 42º parallelo, Milano, A. Mondadori, 1934.
- John Dos Passos, Un mucchio di quattrini, Milano, A. Mondadori, 1938.
- John Steinbeck, Uomini e topi, Milano, Bompiani, 1938.
- Gertrude Stein, Autobiografia di Alice Toklas, Torino, Einaudi, 1938.
- Daniel Defoe, Fortune e sfortune della famosa Moll Flanders, Torino, Einaudi, 1938.
- Charles Dickens, David Copperfield, Torino, Einaudi, 1939.
- Christopher Dawson, La formazione dell'unità europea. Dal secolo V al secolo XI, Torino, Einaudi, 1939.
- George Macaulay Trevelyan, La rivoluzione inglese del 1688-89, Torino, Einaudi, 1940.
- Herman Melville, Benito Cereno, Torino, Einaudi, 1940.
- Gertrude Stein, Tre esistenze, Torino, Einaudi, 1940.
- Christopher Morley, Il cavallo di Troia, Milano, Bompiani, 1941.
- William Faulkner, Il borgo, Milano, A. Mondadori, 1942.
- Robert Henriques, Capitano Smith, Torino, Einaudi, 1947.
- La Teogonia di Esiodo e tre Inni omerici, a cura di Attilio Dughera, Collezione di poesia n.180, Torino, Einaudi, 1981 [versione redatta negli anni 1947-1948].
- Percy Bysshe Shelley, Prometeo slegato, a cura di Mark Pietralunga, Collezione di poesia n.260, Torino, Einaudi, 1997. [versione redatta nel 1925].
- Quinto Orazio Flacco, Le Odi, a cura di Giovanni Barberi Squarotti, Collana Saggi e testi n.21, Firenze, Olschki, 2013, ISBN 978-88-222-6243-1. [versione redatta nel 1926].
- Francesca Belviso, Amor Fati. Pavese all'ombra di Nietzsche. La volontà di potenza nella traduzione di Cesare Pavese, Introduzione di Angelo D'Orsi, Torino, Aragno, 2016, ISBN 978-88-841-9772-6. [contiene in appendice la versione parziale dell'opera del filosofo tedesco: condotta tra il 1945-1946, fu rifiutata da Einaudi].